# Bruno Schmelzinger
Bruno Schmelzinger (Mannheim, 31 gennaio 1922 – Erkrath, 25 febbraio 2013) è stato un militare tedesco, insignito della Croce di Cavaliere della Croce di Ferro nel corso della seconda guerra mondiale.

## Biografia
Nacque a Mannheim il 31 gennaio 1922. Arruolatosi nella Wehrmacht, dal 22 giugno 1941 partecipò all'invasione dell'Unione Sovietica (Operazione Barbarossa) come membro del 544 Reggimento di fanteria della 389. Infanterie-Division. Char'kov, la steppa calmucca e l'ansa del Don furono le sue tappe sulla strada per Stalingrado, dove rimase ferito il 3 ottobre 1942. Dopo la guarigione, fu impiegato nelle battaglie di ritirata vicino a Čerkasy (Ucraina) e Daugavpils (Lettonia). Fu decorato con la Croce di Ferro di seconda classe  il 15 ottobre 1943 e di prima classe il 14 marzo 1944.
Il 19 luglio 1944, nella zona di Daugavpils, riuscì a respingere per 12 ore gli attacchi russi alla sua postazione di mitragliatrici, senza alcun contatto con i suoi vicini di destra e di sinistra. In seguito, lui e tre compagni si fecero strada fino al nuova linea difensiva. Per questo successo difensivo, il 10 settembre 1944 gli fu conferita la Croce di Cavaliere della Croce di Ferro. Ferito per la terza volta durante la sua ultima missione al largo della Westerplatte di Danzica nel marzo 1945, fu trasferito in un ospedale militare in Danimarca. Dopo la fine della guerra, gli inglesi lo rilasciarono a Heide, Schleswig-Holstein. Si spense a Erkrath l'11 dicembre 2016.

### Annotazioni
1. ↑  Su proposta del colonnello generale e Comandante in Capo dello Heeresgruppe Nord, Ferdinand Schörner.

### Fonti
1. 1 2 3 4 5 6 7  Team Militaria.
2. 1 2 3 4 5 6 7 8 9 10  Traces of War.
3. 1 2 3 4 5 6  Ritterkreuztraeger 1939-45.